# 54 Piscium
54 Piscium (abreviada 54 Psc) es una estrella de 6.ª magnitud en la constelación de Piscis. Es clasificada como una estrella enana naranja de clase espectral K0 V; y es algo menos masiva y luminosa que nuestro Sol. La estrella es relativamente cercana, se encuentra a sólo 36 años luz. Es visible a simple vista con buenas condiciones en una noche. Orbitando esta estrella fue encontrado un planeta extrasolar en 2003, llamado 54 Piscium b. Se sospecha que la estrella también podría ser variable.

## 54PisciumB
54 Piscium tienen una compañera enana marrón llamada 54 Piscium B, con la masa 50 veces la masa de Júpiter de la clase espectral T. Fue descubierta por el telescopio espacial Spitzer. Su órbita tiene un radio de 500 UA y un período orbital de más de mil años.

## Planeta 54Pisciumb
54 b Piscium es un planeta extrasolar que orbíta a la estrella a una distancia media de 0.29 UA. Se estima que su masa mínima es una quinta parte de la de Júpiter, y tiene una órbita muy excéntrica completando un giro cada 62.2 días terrestres.